# Ленья
Ленья́ (фр. Légna) — колишній муніципалітет у Франції, у регіоні Бургундія-Франш-Конте, департамент Жура. Населення — 203 осіб (2011).
Муніципалітет був розташований на відстані близько 370 км на південний схід від Парижа, 100 км на південь від Безансона, 28 км на південь від Лонс-ле-Соньє.

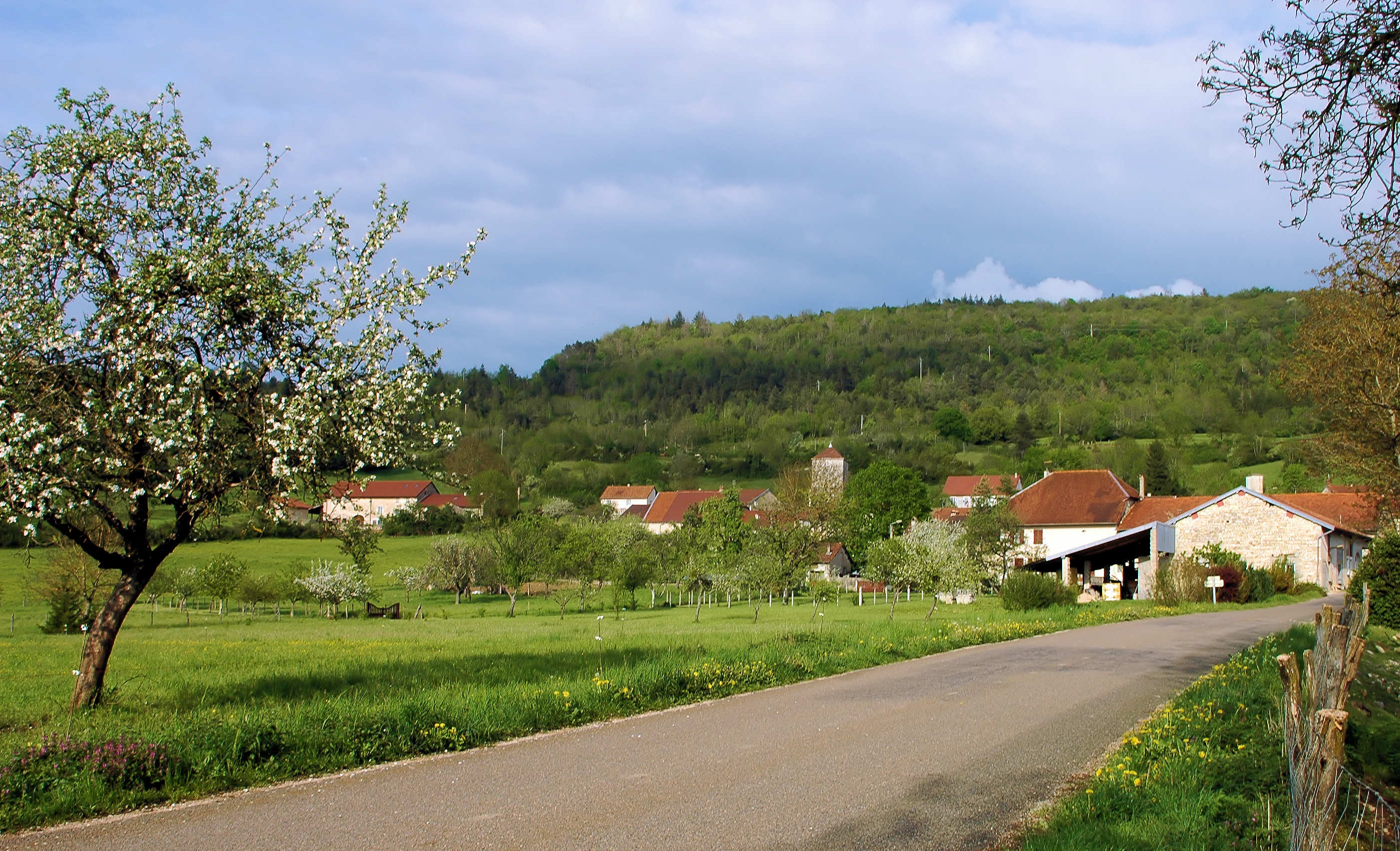

## Історія
У 1956-2015 роках муніципалітет перебував у складі регіону Франш-Конте. Від 1 січня 2016 року належав до нового об'єднаного регіону Бургундія-Франш-Конте.
1 січня 2017 року Ленья, Шатонне, Фетіньї i Савінья було об'єднано в новий муніципалітет Вальзен-ан-Петіт-Монтань.

## Демографія
Динаміка населення (Insee ):
Розподіл населення за віком та статтю (2006):
| Стать | Всього | До 15 років | 15-24 | 25-44 | 45-64 | 65-85 | Понад 85 |
| --- | ------ | ----------- | ----- | ----- | ----- | ----- | -------- |
| Чоловіки | 104    | 32          | 4     | 24    | 28    | 12    | 4        |
| Жінки | 72     | 8           | 4     | 24    | 20    | 12    | 4        |
| \| Статево-вікова піраміда \| Статево-вікова піраміда \| Статево-вікова піраміда \| \| ----------------------- \| ----------------------- \| ----------------------- \| \| Чоловіки \| Вік \| Жінки \| \| 4 \| 85 + \| 4 \| \| 4 \| 80-84 \| 4 \| \| 0 \| 75-79 \| 0 \| \| 8 \| 70-74 \| 4 \| \| 0 \| 65-69 \| 4 \| \| 4 \| 60-64 \| 4 \| \| 8 \| 55-59 \| 8 \| \| 8 \| 50-54 \| 4 \| \| 8 \| 45-49 \| 4 \| \| 4 \| 40-44 \| 8 \| \| 8 \| 35-39 \| 12 \| \| 8 \| 30-34 \| 0 \| \| 4 \| 25-29 \| 4 \| \| 4 \| 20-24 \| 4 \| \| 0 \| 15-20 \| 0 \| \| 8 \| 10-14 \| 4 \| \| 12 \| 5-9 \| 0 \| \| 12 \| 0-4 \| 4 \| |        |             |       |       |       |       |          |
| Статево-вікова піраміда |        |             |       |       |       |       |          |
| Чоловіки | Вік    | Жінки       |       |       |       |       |          |
| 4 | 85 +   | 4           |       |       |       |       |          |
| 4 | 80-84  | 4           |       |       |       |       |          |
| 0 | 75-79  | 0           |       |       |       |       |          |
| 8 | 70-74  | 4           |       |       |       |       |          |
| 0 | 65-69  | 4           |       |       |       |       |          |
| 4 | 60-64  | 4           |       |       |       |       |          |
| 8 | 55-59  | 8           |       |       |       |       |          |
| 8 | 50-54  | 4           |       |       |       |       |          |
| 8 | 45-49  | 4           |       |       |       |       |          |
| 4 | 40-44  | 8           |       |       |       |       |          |
| 8 | 35-39  | 12          |       |       |       |       |          |
| 8 | 30-34  | 0           |       |       |       |       |          |
| 4 | 25-29  | 4           |       |       |       |       |          |
| 4 | 20-24  | 4           |       |       |       |       |          |
| 0 | 15-20  | 0           |       |       |       |       |          |
| 8 | 10-14  | 4           |       |       |       |       |          |
| 12 | 5-9    | 0           |       |       |       |       |          |
| 12 | 0-4    | 4           |       |       |       |       |          |

## Економіка
2010 року серед 108 осіб працездатного віку (15—64 років) 79 були активними, 29 — неактивними (показник активності 73,1%, у 1999 році було 74,2%). З 79 активних мешканців працювала 71 особа (41 чоловік та 30 жінок), безробітними було 8 (4 чоловіки та 4 жінки). Серед 29 неактивних 8 осіб було учнями чи студентами, 14 — пенсіонерами, 7 були неактивними з інших причин.

У 2010 році в муніципалітеті числилось 81 оподатковане домогосподарство, у яких проживали 204,0 особи, медіана доходів виносила 16 279 євро на одного особоспоживача